# Route
Eine Route beschreibt die Wegführung zwischen zwei oder mehr Punkten. Eine Route ist nicht mit der Luftlinie (Strecke) zwischen zwei Punkten zu verwechseln. Dabei gibt es zur Unterstützung einer Routenplanung neben Topologischen Landkarten und Topografischen Karten wie Wanderkarten, wie beispielsweise den Kompass Karten, und Straßenkarten mittlerweile eine breite Auswahl an digitalen Routenplanern. 
Als Beispiel sei hier der Weg zwischen zwei Städten genannt. Hierbei werden sämtliche Kreuzungen, Abzweigungen und Ähnliches berücksichtigt, um eine exakte Beschreibung der Route zu geben, die mit einem Fahrzeug oder zu Fuß genommen werden muss, um das Ziel zu erreichen.
Im Bergsport und Bergsteigen ist die Route der spezielle Kletter-Weg zum Gipfel. Die Erschließung und Erstbegehung einer Route werden in Fachkreisen zumeist höher bewertet als eine Besteigung auf einer etablierten Route. Eine Route auf der direkten Falllinie vom Gipfel wird als Direttissima bezeichnet.
Bei GPS-Empfängern ist eine Route eine geordnete Liste von Wegpunkten, die von einem bestimmten Startort zu einem Ziel führen. Verfügt das GPS-Gerät über eine routingfähige Karte, so können die Wegpunkte in großen Abständen liegen; das Gerät berechnet dann selbst den Weg zwischen den einzelnen Wegpunkten. Ansonsten muss sich an jedem Ort mit einer Richtungsänderung ein Wegpunkt befinden, damit einer Route gefolgt werden kann. Wegpunkte einer Route können auch als Wendepunkte oder Zwischenziele bezeichnet werden. Routen können in zahlreichen unterschiedlichen Datenformaten gespeichert werden. Verbreitet ist das GPX-Format.
Eine GPS-Route besteht aus Wegpunkten, teilweise mit Beschreibungen zu den Punkten. Hingegen bezeichnet ein GPS-Track eine Sammlung aus Wegpunkten, die während einer Fahrt oder Wanderung aufgezeichnet wurden und neben den Koordinaten auch  Zeitstempel enthalten.